# 弗兰 (南锡区)
弗兰（法語：Phlin，法語發音：[flɛ̃]）是法国默尔特-摩泽尔省的一个市镇，属于南锡区。

## 地理
弗兰（48°54'43"N, 6°16'37"E）面积3.7 平方千米，位于法国大東部大區默尔特-摩泽尔省，该省份为法国东北部内陆省份，是洛林的一部分，北邻比利时、卢森堡，北起顺时针与摩泽尔省、下莱茵省、孚日省和默兹省接壤。
与弗兰接壤的市镇（或旧市镇、城区）包括：萨伊-阿沙泰勒、阿博库尔、塞耶河畔马伊、维尔蒙、泰泽圣马尔坦。

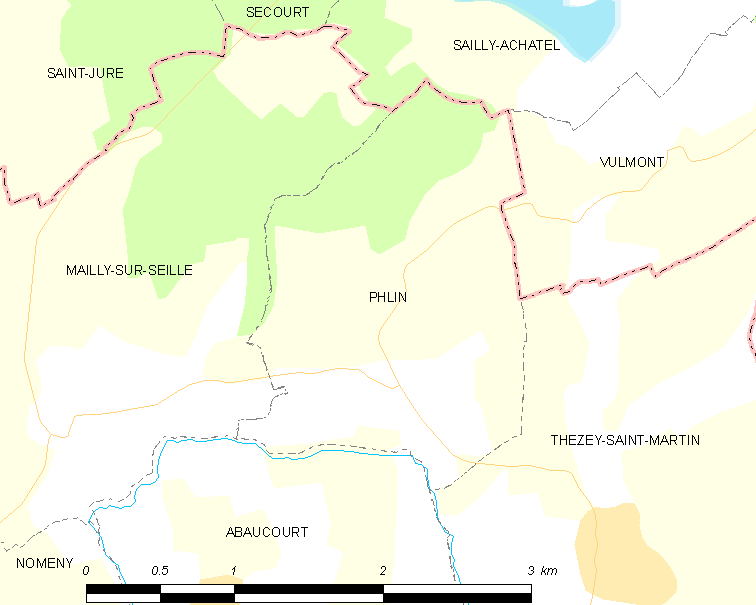
的OSM定位图

弗兰的时区为UTC+01:00、UTC+02:00（夏令时）。

## 行政
弗兰的邮政编码为54610，INSEE市镇编码为54424。

## 政治
弗兰所属的省级选区为塞耶-默尔特河间县。

## 人口

1962-2008年间人口变化图示

弗兰于2022年1月1日时的人口数量为41人。